# Ниантики
Ниантиките (на английски: Niantic) са северноамериканско индианско племе, което в началото на колонизацията живее по южното крайбрежие на Нова Англия, от югозападен Роуд Айлънд до река Кънектикът на запад. Доста преди идването на колонистите, мигриращите на югоизток пекуоти разделят племето на две – източни ниантики и западни ниантики. По това време се предполага, че цялото племе наброява около 4000 души. Пекуотите подчиняват западните ниантики, докато източните стават съюзници на нарагансетите. С течение на времето това разделение оказва голямо влияние върху племето като цяло. По времето на идването на колонистите, ниантиките вече са сериозно осакатени от преживените по-рано епидемии и от междуплеменните войни. Източните ниантики живеят в едно село – Уикапауг, а западните в три села – Олд Лайм, Осуегачи и Ниантик (Нехантукет). Впоследствие името на последното село се прилага за цялото племе.

## Език
Първоначално ниантиките говорят алгонкински Y – диалект. Постепенно източните ниантики възприемат езика на нарагансетите, докато западните езика на пекуотите и мохеганите.

## Култура
Ниантиките са типично племе от южна Нова Англия. Живеейки по крайбрежието, основно храната им се състои от риба и морски дарове. През лятото засаждат култури, събират диви растителни храни, миди и други, и ловят риба, а през зимата ловуват дивеч във вътрешността.

## История
В началото на 1614 г. холандските търговци започват да посещават селата на нарагансетите в Роуд Айлънд и през 1622 г. основават първия търговски пункт, близо до днешния Хартфорд, за да търгуват с племената в долното течение на река Кънектикът. Малко преди това англичаните се установяват в Плимут (1620)г. С идването на пуританите в Масачузетс през 1630 г., конкуренцията в търговията между холандците и англичаните в долната част на река Кънектикът става ожесточена. Първоначално ниантиките и пекуотите търгуват и с двете страни, но впоследствие голямата конкуренция води до разцепление сред пекуотите и отделянето на мохеганите от тях. Докато пекуотите подкрепят холандците, мохеганите са на страната на англичаните. Принудени да избират между двете силни племена, западните ниантики последват пекуотите. Постепенно съперничеството между пекуотите и мохеганите се засилва толкова, че търговията става доста опасна в региона. Ситуацията се влошава още повече след основаването на Уиндзор от англичаните през 1633 г. и построяването на Форт Сейбрук при устието на Кънектикът през 1635 г. Построяването на форта изолира изцяло холандските търговци от пекуотите и западните ниантики и ги принуждава да изоставят поста в Хартфорд. Първите английски заселници идват през 1636 г. и постепенно стават причина за избухването на Войната пекуот през 1637 г.

### Войната пекуот
През лятото на 1637 г., войни от западните ниантики залавят лодка на търговец от Бостън до Блок Айлънд и убиват един от екипажа и. Без да се консултират с колонистите в Кънектикът, Масачузетс Бей изпраща наказателна експедиция от 90 мъже срещу ниантиките на Блок Айлънд със заповед да убие всички мъже и да залови жените и децата, които да бъдат продадени в робство. Англичаните изгарят 60 вигвама и посевите на индианците, но хората успяват да избягат навреме, оставяйки само 14 убити. Това наказание се вижда на англичаните недостатъчно и те продължават похода си към форт Сейбрук и пекуотите живеещи в близост. Пекуотите са изненадани от идването на англичаните, но и те успяват да избягат навреме. Ниантиките отвръщат на удара като обсаждат форт Сейбрук. Същата зима, пекуотите молят мохеганите, нарагансетите и ниантиките да им помогнат да отмъстят на англичаните. Само западните ниантики ги подкрепят, останалите се присъединяват към англичаните. Източните ниантики остават неутрални. Изправени пред обединените сили на мохеганите, нарагансетите и англичаните, западните ниантики и пекуотите изоставят селата си и се оттеглят. Враговете започват преследване като систематично убиват или залавят тези, които срещнат по пътя си. Заловените или са убивани, или продавани в робство. Само 100 западни ниантики се предават и успяват да запазят живота си. Заедно с оцелелите пекуоти, те са поставени под контрола на мохеганите. От 1655 г. обаче отношенията между западните ниантики, пекуотите и мохеганите стават толкова напрегнати, че англичаните решават да преместят пекуотите в източен Кънектикът и част от западните ниантики отиват с тях.
Много от тези, които остават при мохеганите, през 1788 г. заедно с тях се присъединяват към индианците Брадъртън и се местят при онайда в Ню Йорк. През 1834 г. индианците Брадъртън се преместват в северен Уисконсин, където живеят и до днес. Предполага се, че останалите западни ниантики постепенно са абсорбирани от пекуотите и мохеганите, но е известно, че през 1800 г. няколко семейства западни ниантики все още живеят близо до Лайм и Данбъри. По-късно тези две групи изчезват.
Източните ниантики остават близо до нарагансетите до Войната на крал Филип през 1675 г. По време на войната, нарагансетите са почти унищожени, а оцелелите се присъединяват към източните ниантики, които живеят сега в резервата Чарлстаун в Роуд Айлънд. По-късно двете племена се сливат и стават известни само като нарагансети.